# Milky Chance
Milky Chance – niemiecki duet z Kassel wykonujący muzykę alternatywno-popowo-rockową, z wpływami reggae i muzyki elektronicznej. Tworzą go Clemens Rehbein (wokalista oraz muzyk) oraz Philipp Dausch (mikser oraz perkusja). Obaj pochodzą z miasta Kassel. Podpisali umowę z Lichtdicht Records.

## Historia
Duo ukończyło swoją edukację na Jacob-Grimm-Schule. Clemens Rehbein grał w zespole jazzowym Flown Tones gdzie grał na gitarze basowej. W 2013 wydali swój własny album Sadnecessary, który został odebrany pozytywnie. Zarówno album, jak i debiutancki singiel "Stolen Dance" pojawiły się w Niemczech, Holandii, Austrii i Szwajcarii.
W 2014 roku wyruszyli w trasę koncertową po Europie.
17 marca 2017 roku wydany został nowy album pod tytułem "Blossom" zawierający 14 nowych utworów min. "Coocon", "Doing Good", "Ego", "Blossom".

## Dyskografia

### Albumy
| Tytuł        | Szczegóły albumu                                                                                   | Szczytowe pozycje | Szczytowe pozycje | Szczytowe pozycje | Szczytowe pozycje |
| Tytuł        | Szczegóły albumu                                                                                   | GER               | AUT               | BEL (Fl)          | SWI               |
| ------------ | -------------------------------------------------------------------------------------------------- | ----------------- | ----------------- | ----------------- | ----------------- |
| Sadnecessary | - Wydany: 18 października 2013 - Wytwórnia: Lichtdicht Records - Formaty: CD, Download             | 14                | 23                | 112               | 14                |
| Blossom      | - Wydany: 17 marca 2017 - Wytwórnia: Lichtdicht Records - Formaty: CD, Download, płyta gramofonowa |                   |                   |                   |                   |

### Single
| Tytuł               | Rok  | Szczytowe pozycje | Szczytowe pozycje | Szczytowe pozycje | Szczytowe pozycje | Szczytowe pozycje | Szczytowe pozycje | Szczytowe pozycje | Szczytowe pozycje | Szczytowe pozycje | Szczytowe pozycje | Album        |
| Tytuł               | Rok  | GER               | AUT               | BEL (Vl)          | BEL (Wa)          | CZE               | FRA               | NLD               | POL               | SVK               | SWI               | Album        |
| ------------------- | ---- | ----------------- | ----------------- | ----------------- | ----------------- | ----------------- | ----------------- | ----------------- | ----------------- | ----------------- | ----------------- | ------------ |
| "Stolen Dance"      | 2013 | 2                 | 1                 | 3                 | 1                 | 1                 | 2                 | 2                 | 1                 | 3                 | 1                 | Sadnecessary |
| "Down by the River" | 2014 | 39                | —                 | —                 | —                 | —                 | 38                | —                 | —                 | —                 | —                 | Sadnecessary |
| "Fairytale"         | 2014 | —                 | —                 | —                 | —                 | —                 | 98                | —                 | —                 | —                 | —                 | Sadnecessary |